# Ctenjapyx boneti
Ctenjapyx boneti är en urinsektsart som beskrevs av Filippo Silvestri 1948. Ctenjapyx boneti ingår i släktet Ctenjapyx och familjen Japygidae. Inga underarter finns listade i Catalogue of Life.